# Събрано
Събрàно е село в Югоизточна България, община Нова Загора, област Сливен.

## География
Село Събрано се намира на около 45 km югозападно от областния център град Сливен, около 11 km югозападно от общинския център град Нова Загора и около 22 km източно от град Стара Загора. Разположено е в Старозагорското поле на Горнотракийската низина. Селото е с равнинен релеф, надморската височина в центъра му при църквата е около 140 m. Климатът е преходно-континентален.
Общински път на изток през селата Загорци и Стоил войвода прави връзка в южния край на Нова Загора с третокласния републикански път III-554, водещ на юг до връзка с автомагистрала „Тракия“ и нататък към село Дядово, връзка с автомагистрала „Марица“ и връзка с първокласния републикански път I-8. Общинският път на запад от Събрано води към селата Бенковски, Хан Аспарухово и други.
Землището на село Събрано граничи със землищата на: село Братя Кунчеви на север; село Загорци на изток; село Любенец на югоизток; село Бенковски на югозапад; село Хан Аспарухово на запад; село Подслон на северозапад.

## Население
Населението на село Събрано, наброявало 1136 души при преброяването към 1934 г., намалява постепенно до 321 (по служебен документ на НСИ от 2022-12-31) към 2022 г.
При преброяването на населението към 1 февруари 2011 г., от обща численост 407 лица, за 326 лица е посочена принадлежност към „българска“ етническа група, за 8 – към „турска“, за 71 – към „ромска“ и за едно – „не отговорили“, а за „други“ и „не се самоопределят“ не са посочени конкретни данни. В селото има значителна група тракийски калайджии, които започват да се заселват през 60-те години на XX век.

## История
След Руско-турската война (1877 – 1878 г.) по Берлинския договор 1878 г. селото – носещо име Майнаслии, остава в Източна Румелия; присъединено е към България след Съединението 1885 г., а през 1906 г. е преименувано на Събрано.
Училище в селото е имало от 1862 г. – според местни предания, като се е помещавало в полуразрушена църковна сграда и вероятно е имало характера на килийно училище. След Освобождението с отпуснати от държавата средства се построява сграда на училището, която се е състояла от две класни стаи. До 1920 г. училището е начално, а от 1920 до 1928 г. има и прогимназиален курс. Тази сграда съществува до 1942 г., когато е построена нова сграда на училището с 4 класни стаи. От 1945 г. до 1963 г. училището е основно, а след 1963 г. става начално с 4 паралелки, които са слети. От 1963 г. към училището се открива детска градина с 20 деца. До 1944 г. училището носи името „Кирил и Методий“, а след 9 септември 1944 г. – „Петко Енев“. Училището е закрито вероятно към 1970 г.
Читалище „Светлина“ е учредено през януари 1932 г. с членски състав от 67 души. Идеята за създаването му е възникнала още през 1908 г., а през 1919 г. постъпките за учредяването му не са уважени. Първите стъпки на читалището са създаването на читалищна библиотека, впоследствие провеждане на вечеринки и седенки, по-късно и самодейни театрални представления. Обзавеждането и дейността се финансират чрез доброволно набирани от населението помощи, доходи от театралната дейност и други. След 9 септември 1944 г. дейността замира и се възобновява през 1950 г. През февруари 1982 г. в селото е открита нова сграда на читалището.

## Обществени институции
Село Събрано към 2023 г. е център на кметство Събрано.
В село Събрано към 2023 г. има:
- действащо читалище „Светлина – 1932“;[12][13]
- православна църква „Света Параскева“;[14]
- пощенска станция.[15]

## Редовни събития
На 27 октомври е празникът на селото, на който всяка година се провежда събор. На 28 октомври е църковният празник на Света Параскева (Параскева Иконийска/Самарджийска).